# Brasões do Sacro Império Romano-Germânico

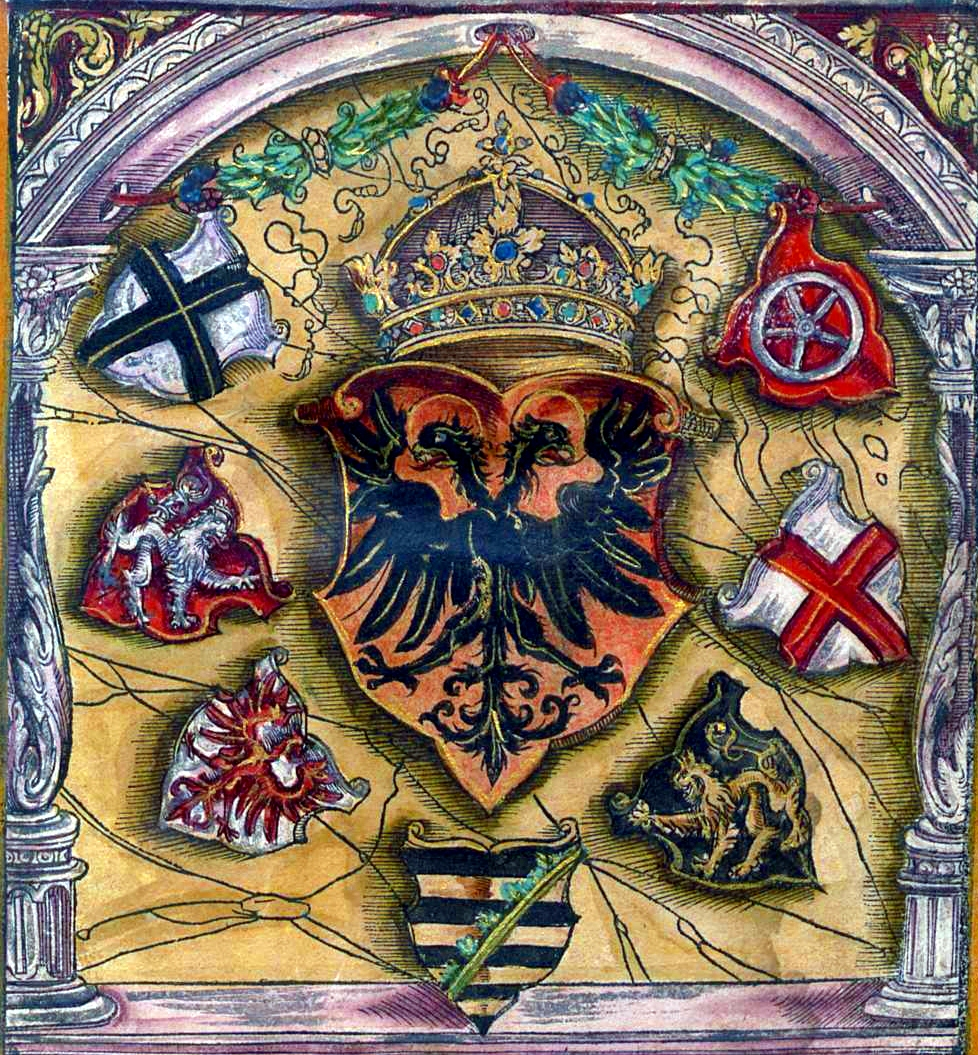
Brasões de príncipes eleitores cercando o Reichsadler bicéfalo (1545).

Ao longo de sua longa história, o Sacro Império Romano-Germânico utilizou muitas formas heráldicas diferentes, representando suas numerosas divisões internas.

## Brasão imperial

### Brasões dos Sacro Imperadores Romanos
O Reichsadler ("Águia Imperial") era a águia heráldica, derivada do estandarte da águia romana, usada pelos Sacro Imperadores Romanos-Germânicos e em brasões modernos da Alemanha, incluindo os do Segundo Império Alemão (1871-1918), da República de Weimar (1919-1933) e do "Terceiro Reich" (Alemanha Nazista, 1933-1945). O mesmo desenho permaneceu em uso pela República Federal da Alemanha desde 1945, mas com um nome diferente, agora chamado Bundesadler ("Águia da União" ou "Águia Federal", do alemão "Bund", forma genitiva "Bundes" que significa 'União' ou 'Federação', e "Adler" que significa 'Águia'). 

### Águia Quaternária

A Águia Quaternária, xilogravura colorida à mão (c. 1510) por Hans Burgkmair.

Uma representação do brasão do império foi a "Águia Quaternária" (assim chamada em homenagem aos quaterniões imperiais) impressa por David de Negker de Augsburgo, a partir de uma xilogravura de 1510 de Hans Burgkmair. Ela mostrava uma seleção de 56 escudos de vários Estados Imperiais em grupos de quatro sobre as penas de uma águia bicéfala sustentando, no lugar de um escudo, Cristo na Cruz. Os escudos superiores, maiores, são os dos sete Príncipes Eleitores, os eclesiásticos: Trier, Colônia e Mainz, bem como o titular "Prefeito de Roma" na asa direita; os seculares: Boêmia, Eleitorado do Palatinado, Saxônia e Brandemburgo na esquerda. A representação também apareceu na taça da Águia Imperial. 

## Sacro Imperadores Romanos-Germânicos
Atestados diretos de brasões imperiais tornam-se disponíveis no final do século XIII. Imperadores anteriores recebem brasões atribuídos em fontes do século XIII. Assim, Otão IV recebe a primeira representação conhecida de um Reichsadler bicéfalo na Chronica Majora (c. 1250). Henrique VI recebe um Reichsadler (de uma só cabeça) no Codex Manesse (c. 1320). 
Frederico II de Hohenstaufen (imperador de 1220 a 1250) não utilizou brasões em nenhum de seus selos. Ele utilizou a águia imperial em algumas de suas moedas, mas não a exibiu como insígnia heráldica em um escudo heráldico. O filho de Frederico e corregente Henrique possuía um selo equestre com o brasão de Hohenstaufen, com três leopardos, e este brasão é posteriormente atribuído também a Frederico II. 
A partir do reinado de Alberto II (reinou de 1438 a 1439, nunca foi coroado imperador), cada Imperador ostentava o antigo brasão Imperial (Ouro, uma águia exibia gules com bico e membros negros) com um escudo que simulava o brasão pessoal de sua família. Este, portanto, aparece como uma águia negra com um brasão no peito. Antes de 1438, os Imperadores usavam brasões pessoais e imperiais separados. Os brasões dos Altos Ofícios do Império eram usados como um complemento ao brasão pessoal do titular do cargo. 
| Brasão Pessoal | Brasão Imperial | Nome/Brasão de armas pessoais |
|                |                 | - 1308–1313: Henrique VII de Luxemburgo (1275 † 1313), coroado em 1312 Dez faixas de prata e azul, um leão rampante de vermelho, coroado de ouro. |
|                |                 | - 1314–1347: Luís IV da Baviera (1286 † 1347), coroado em 1328 Fuselado em banda de prata e azul. |
|                |                 | - 1348–1378: Carlos IV de Luxemburgo (1316 † 1378), coroado em 1355 De vermelho, um leão rampante de prata, cauda dupla em aspa, armado, lampassado e coroado de ouro. |
|                |                 | - 1411–1437: Sigismundo de Luxemburgo (1368 † 1437), coroado em 1433 Partido: no primeiro, de oito faixas de vermelho e prata (Hungria); no segundo, de vermelho, um leão rampante de prata, cauda dupla em aspa, armado, lampassado e coroado de ouro (Boêmia). |
|                |                 | - 1440–1493: Frederico III de Habsburgo (1415 † 1493), coroado em 1452 De vermelho, uma faixa de prata (Babenberg, adotado por Rodolfo I (†1291), Rei da Germânia, da Casa de Habsburgo, após ter obtido os antigos ducados babembergas da Áustria e da Estíria, em lugar de suas armas paternas: de ouro, um leão rampante de vermelho, coroado, armado e lampassado de azul). |
|                |                 | - 1493–1519: Maximiliano I de Habsburgo (1459 † 1519), coroado em 1508 Partido: no primeiro, de vermelho, uma faixa de prata (Áustria); no segundo, seis bandas de ouro e azul, com bordadura de vermelho (para sua esposa Maria, Duquesa da Borgonha). |
|                |                 | - 1519–1556: Carlos V de Habsburgo (1500 † 1558), coroado em 1519 Esquartelado: no primeiro e quarto, grandes esquartelados, sendo os primeiros e quartos, grandes-grandes esquartelados: 1 e 4, de vermelho, um castelo de ouro, lavrado de negro e aberto de azul (Castela); 2 e 3, de prata, um leão rampante púrpura, coroado de ouro, lampassado e armado de vermelho (Leão); o segundo partido, à destra cortado: em chefe, de ouro, quatro palas de vermelho (Aragão), em ponta, de vermelho, uma cruz, um sautor e uma orla de cadeias de ouro ligadas, carregado de um ponto verde (Navarra); à sinistra, de prata, uma cruz potenzada acompanhada de quatro cruzetas de ouro (Jerusalém), impalando de oito faixas de vermelho e prata (Hungria); o terceiro partido, à destra cortado: em chefe, de ouro, quatro palas de vermelho (Aragão), em ponta, de vermelho, uma cruz, um sautor e uma orla de cadeias de ouro ligadas, carregado de um ponto verde (Navarra); à sinistra, cortado em sautor: 1 e 4, de ouro, quatro palas de vermelho, 2 e 3, de prata, uma águia estendida de negro (Sicília); o segundo e terceiro grandes esquartelados: i, de vermelho, uma faixa de prata (Áustria); ii, de azul semeado de flores-de-lis de ouro, bordadura componada de prata e vermelho (Borgonha moderna); iii, de seis bandas de ouro e azul, bordadura de vermelho (Borgonha antiga); iv, de negro, um leão rampante de ouro, lampassado e armado de vermelho (Brabante); sobre o todo, um escudete de ouro, um leão rampante de negro, armado e lampassado de vermelho (Flandres), impalando de prata, uma águia estendida de vermelho, bico, língua e armada de ouro (Tirol); enté en pointe, de prata, uma romã ao natural, granelejada de vermelho, folhada e sustida de verde (Granada). |
|                |                 | - 1558–1564: Fernando I de Habsburgo (1503 † 1564), Imperador - 1554–1576: Maximiliano II de Habsburgo (1527 † 1576), Imperador Esquartelado: no primeiro e quarto, de vermelho, um leão rampante de prata, cauda dupla em aspa, armado, lampassado e coroado de ouro (Boêmia); no segundo e terceiro, de oito faixas de vermelho e prata (Hungria); sobre o todo, um escudete partido: à destra, de vermelho, uma faixa de prata (Áustria); à sinistra, de seis bandas de ouro e azul, com bordadura de vermelho (Borgonha). |
|                |                 | - 1576–1611: Rodolfo II de Habsburgo (1552 † 1612), Imperador - 1612–1619: Matias de Habsburgo (1557 † 1619), Imperador - 1619–1637: Fernando II de Habsburgo (1578 † 1637), Imperador Esquartelado: no primeiro, de vermelho, um leão rampante de prata, cauda dupla em aspa, armado, lampassado e coroado de ouro (Boêmia); no segundo, de oito faixas de vermelho e prata (Hungria); no terceiro, partido: à destra, de vermelho, uma faixa de prata (Áustria), à sinistra, de seis bandas de ouro e azul, com bordadura de vermelho (Borgonha); no quarto, grandes esquartelados: i e iv, de vermelho, um castelo de três torres de ouro, aberto de azul (Castela); ii e iii, de prata, um leão rampante púrpura, armado, lampassado e coroado de ouro (Leão). |
|                |                 | - 1637–1657: Fernando III de Habsburgo (1608 † 1657), Imperador - 1653–1654: Fernando IV de Habsburgo (1633 † 1654) Esquartelado: no primeiro, de vermelho, um leão rampante de prata, cauda dupla em aspa, armado, lampassado e coroado de ouro (Boêmia); no segundo, de oito faixas de vermelho e prata (Hungria); no terceiro, grandes esquartelados: i e iv, de vermelho, um castelo de três torres de ouro (Castela); ii e iii, de prata, um leão rampante púrpura, armado, lampassado e coroado de ouro (Leão); no quarto, partido: à destra, de seis bandas de ouro e azul, com bordadura de vermelho (Borgonha); à sinistra, cortado: em chefe, de prata, uma águia estendida de vermelho, armada, lampassada e bicada de ouro (Tirol), em ponta, de ouro, um leão rampante de negro, armado e lampassado de vermelho (Flandres); sobre o todo, um escudete de vermelho, uma faixa de prata (Áustria). |
|                |                 | - 1657–1705: Leopoldo I de Habsburgo (1640 † 1705), Imperador Esquartelado: no primeiro, de oito faixas de vermelho e prata (Hungria); no segundo, de vermelho, um leão rampante de prata, cauda dupla em aspa, armado, lampassado e coroado de ouro (Boêmia); no terceiro, partido: à destra, de vermelho, uma faixa de prata (Áustria), à sinistra, de seis bandas de ouro e azul, com bordadura de vermelho (Borgonha); no quarto, grandes esquartelados: i e iv, de vermelho, um castelo de três torres de ouro, aberto de azul (Castela); ii e iii, de prata, um leão rampante púrpura, armado, lampassado e coroado de ouro (Leão). |
|                |                 | - 1705–1711: José I de Habsburgo (1678 † 1711), Imperador Esquartelado: no primeiro e quarto, de vermelho, um leão rampante de prata, cauda dupla em aspa, armado, lampassado e coroado de ouro (Boêmia); no segundo e terceiro, de oito faixas de vermelho e prata (Hungria); sobre o todo, um escudete partido: à destra, de vermelho, uma faixa de prata (Áustria), à sinistra, de seis bandas de ouro e azul, com bordadura de vermelho (Borgonha). |
|                |                 | - 1711-1740: Carlos VI de Habsburgo (1685 † 1740), Imperador Esquartelado: no primeiro, de vermelho, um castelo de três torres de ouro, lavrado de negro e aberto de azul (Castela); no segundo, de oito faixas de vermelho e prata (Hungria); no terceiro, partido: à destra, de ouro, quatro palas de vermelho (Aragão), à sinistra, cortado em sautor: 1 e 4 de ouro, quatro palas de vermelho, 2 e 3 de prata, uma águia estendida de negro (Sicília); no quarto, partido: à destra, de vermelho, uma faixa de prata (Áustria), à sinistra, de seis bandas de ouro e azul, com bordadura de vermelho (Borgonha); sobre o todo, um escudete de vermelho, um leão rampante de prata, cauda dupla em aspa, armado, lampassado e coroado de ouro (Boêmia). |
|                |                 | - 1742-1745: Carlos VII da Baviera (1697 † 1745), Imperador Esquartelado: no primeiro e quarto, fuselado em banda de prata e azul (Baviera); no segundo e terceiro, de negro, um leão rampante de ouro, armado, lampassado e coroado de vermelho (Eleitorado do Palatinado); sobre o todo, um escudete de vermelho, um globo de ouro (Arcebispo-Despenseiro do Sacro Império Romano-Germânico). |
|                |                 | - 1745-1765: Francisco I de Habsburgo-Lorena (1708 † 1765), Imperador Esquartelado: no primeiro, de oito faixas de vermelho e prata (Hungria), impalando de azul, semeado de flores-de-lis de ouro, uma etiqueta de vermelho (Nápoles); no segundo, de prata, uma cruz potenzada acompanhada de quatro cruzetas de ouro (Jerusalém), impalando de ouro, quatro palas de vermelho (Aragão); no terceiro, de azul semeado de flores-de-lis de ouro, bordadura de vermelho (Casa de Valois-Anjou), impalando de azul, um leão rampante sinistro de ouro, armado, lampassado e coroado de vermelho (Gueldres); no quarto, de ouro, um leão rampante de negro, armado e lampassado de vermelho (Jülich), impalando de azul, semeado de cruzes pequenas e pontiagudas, duas barbatanas de peixe voltadas para cima e costas a costas de ouro (Bar); sobre o todo, um escudete de ouro, uma faixa de vermelho carregada com três alerões de prata (Lorena), impalando de ouro, em anel seis torteaux, substituindo o torteau de chefe por um redondo azul carregado com três flores-de-lis de ouro (Família Médici). |
|                |                 | - 1765-1790: José II de Habsburgo-Lorena (1741 † 1790), Imperador Esquartelado: no primeiro, de oito faixas de vermelho e prata, impalando de vermelho, uma cruz patriarcal de prata sobre um monte de três cimas verde (Hungria); no segundo, de vermelho, um leão rampante de prata, cauda dupla em aspa, armado, lampassado e coroado de ouro (Boêmia); no terceiro, de seis bandas de ouro e azul, bordadura de vermelho (Borgonha); no quarto, de ouro, em anel seis torteaux, substituindo o torteau de chefe por um redondo azul carregado com três flores-de-lis de ouro (Família Médici); sobre o todo, um escudete de vermelho, uma faixa de prata (Áustria), impalando de ouro, uma faixa de vermelho carregada com três alerões de prata (Lorena). |
|                |                 | - 1790-1792: Leopoldo II de Habsburgo-Lorena (1747 † 1792), Rei da Boêmia e Hungria, Imperador - 1792-1804: Francisco II de Habsburgo-Lorena (1768 † 1835), Rei da Boêmia e da Hungria, Imperador dos Alemães, Imperador da Áustria Esquartelado: no primeiro, de oito faixas de vermelho e prata, impalando de vermelho, uma cruz patriarcal de prata sobre um monte de três cimas verde (Hungria); no segundo, de vermelho, um leão rampante de prata, cauda dupla em aspa, armado, lampassado e coroado de ouro (Boêmia); no terceiro, de seis bandas de ouro e azul, bordadura de vermelho (Borgonha); no quarto, de azul, semeado de pequenas cruzes pontiagudas, duas barbatanas de peixe voltadas para cima e costas a costas de ouro (Bar); sobre o todo, um escudete partido: à destra, de ouro, uma faixa de vermelho carregada com três alerões de prata (Lorena), à sinistra, de ouro, em anel seis torteaux, substituindo o torteau de chefe por um redondo azul carregado com três flores-de-lis de ouro (Família Médici), sobre tudo, em uma pala de vermelho, uma faixa de prata (Áustria). |

## Altos cargos (Reichserzämter)
| Armas | Cargo e Brasão                                                                                                |
| ----- | --- |
|       | Arce-Despenseiro do Sacro Império Romano - De azul, um cetro de ouro. - De azul, dois cetros em aspa de ouro. |
|       | Arce-Despenseiro do Sacro Império Romano De vermelho, um globo de ouro.                                       |
|       | Arce-Tesoureiro do Sacro Império Romano De vermelho, a coroa imperial ao natural.                             |
|       | Arce-Marechal do Sacro Império Romano Cortado de negro e prata, duas espadas em aspa de vermelho.             |

## Príncipes eleitores
Os sete eleitores nomeados na Bula de Ouro de 1356 foram: os Príncipes-Bispos de Colônia, Mainz e Trier, o Rei da Boêmia, o Conde Palatino do Reno, o Duque da Saxônia e o Marquês de Brandemburgo. 
O Conde Palatino foi substituído pelo Duque da Baviera em 1623, pois o Eleitor Palatino, Frederico V, ficou sob a proibição imperial após participar da Revolta da Boêmia. O Conde Palatino recebeu um novo eleitorado em 1648. A Saxônia foi mantida por um eleitor protestante a partir de 1525 (João), o Palatinado a partir de 1541 (Oto Henrique). Em 1685, um ramo católico da família Wittelsbach herdou o Palatinado e um novo eleitorado protestante foi criado em 1692 para o Duque de Brunsvique-Luneburgo, que ficou conhecido como Eleitor de Hanôver (oficialmente confirmado pela Dieta Imperial em 1708). O Eleitor da Saxônia (Augusto II) se converteu ao catolicismo em 1697 para que pudesse se tornar Rei da Polônia, mas nenhum eleitor protestante adicional foi criado, e o próprio Eleitorado permaneceu oficialmente protestante. 

### Eleitores Espirituais
| Armas | Eleitorado/Brasão                                   |
|       | Colônia De prata, uma cruz de negro.                |
|       | Mainz De vermelho, uma roda de seis raios de prata. |
|       | Trier De prata, uma cruz de vermelho.               |

### Eleitores Seculares
| Armas | Eleitorado/Brasão |
|       | Boêmia De vermelho, um leão rampante de prata, cauda dupla em aspa, armado, lampassado e coroado de ouro.Ou. |
|       | Eleitorado do Palatinado (suspenso de 1623 – 1648) - Antes de 1623: De negro, um leão rampante de ouro, coroado de vermelho. - Após 1648 (Carlos I Luís): Esquartelado: no primeiro e quarto, fuselado em banda de prata e azul (Baviera); no segundo e terceiro, de negro, um leão rampante de ouro, armado, lampassado e coroado de vermelho. |
|       | Brandemburgo De prata, uma águia estendida de vermelho, coroada de ouro. |
|       | Saxônia De faixas negras e de ouro, um crancelim rampante de verde. |
|       | Baviera (após 1623) Fuselado em banda de prata e azul. |
|       | Brunsvique-Luneburgo (Hanôver) (após 1692) Partido: no primeiro, de vermelho, dois leões passantes guardantes de ouro (Brunsvique); no segundo, de ouro, semeado de corações de vermelho, um leão rampante de azul (Luneburgo). - Após 1714: incluído no brasão real do Reino Unido.                                                            |

## Outros estados
As entradas são listadas pelo Círculo Imperial (introduzido em 1500, 1512), mesmo para territórios que deixaram de existir antes de 1500.

### Círculo Austríaco
| Armas | Localização/Brasão |
|       | Arquiducado da Áustria De vermelho, uma faixa horizontal de prata. |
|       | Ducado da Caríntia De ouro, três leões passantes negros, armados e lampassados de vermelho, impalando de vermelho uma faixa horizontal de prata.                                                |
|       | Ducado da Carniola De prata, uma águia de asas abertas azul, coroada com a coroa imperial natural, armada, bico e lampassada de vermelho, carregada com um crescente xadrezado vermelho e ouro. |
|       | Patria del Friuli De azul, uma águia de asas abertas de ouro, armada, lampassada e bicada de vermelho, as asas carregadas com um trevo vermelho.                                                |
|       | Ducado da Estíria De verde, uma pantera rampante de prata, fumegante de cores naturais. |
|       | Condado de Tirol De prata, uma águia de asas abertas vermelha, armada, bicada e lampassada de ouro, as asas carregadas com um trevo de ouro.                                                    |

### Círculo da Baviera
| Armas | Localização/Brasão |
|       | Baviera - Forma simples: Fusilhado em banda, azul e prata. - Eleitorado, após 1753: Esquartelado: fusilhado em banda azul e prata; e negro, um leão rampante de ouro, armado e lampassado de vermelho (para o Eleitorado do Palatinado); sobre tudo um escudo menor: vermelho, um globo crucífero de ouro. |
|       | Haag De vermelho, um cavalo saltante de prata, com arreios de prata. |
|       | Leuchtenberg Esquartelado: I e IV de vermelho, um ramo de carvalho com bolotas de ouro; II e III de ouro, um ramo de lúpulo verde; sobre tudo um escudo menor de prata com uma faixa azul. |
|       | Ortenburg De vermelho, uma faixa embatida de prata, com contras embatidas. |
|       | Principado-Bispado de Passau De prata, um lobo rampante de vermelho. |
|       | Principado-Bispado de Regensburg De vermelho, duas chaves em aspa de prata. |
|       | Principado-Arcebispado de Salzburgo Partido: à esquerda de ouro, um leão rampante negro, armado e lampassado de vermelho; à direita de vermelho, uma faixa horizontal de prata. |

### Círculo da Borgonha
| Armas | Localização/Brasão |
|       | Condado da Borgonha - Antes de 1280: De vermelho, uma águia exibida de prata. - Após 1280: De azul, semeado de pequenos blocos de ouro, um leão rampante de ouro, coroado de ouro, armado e lampassado de vermelho. |
|       | Brabante - Antes de 1288: De negro, um leão rampante de ouro, armado e lampassado de vermelho. - De 1288 a 1406: Esquartelado, I e IV de negro um leão rampante de ouro, armado e lampassado de vermelho; II e III de prata um leão rampante vermelho, com cauda bifurcada, armado e lampassado de ouro. - De 1406 a 1430: Esquartelado, I e IV de azul três flores-de-lis de ouro, bordura componada prata e vermelho; II de negro um leão rampante de ouro, armado e lampassado de vermelho; III de prata um leão rampante vermelho, com cauda bifurcada, armado e lampassado de ouro. |
|       | Flandres De ouro, um leão rampante negro, armado e lampassado de vermelho. |
|       | Guelders - Antes de 1236: De ouro, três cinquefoil vermelhos. - De 1236 a 1276: De azul, semeado de pequenos blocos de ouro, um leão rampante de ouro. - De 1276 a 1378: De azul, um leão rampante de ouro, com cauda bifurcada, armado e lampassado de vermelho, coroado de ouro. - Após 1378: De azul, um leão rampante à esquerda de ouro, com cauda bifurcada, armado e lampassado de vermelho, coroado de ouro, impalando de ouro um leão rampante negro, armado e lampassado de vermelho. |
|       | Condado de Hainaut - Antes de 1299: Chevronado de ouro e negro. - De 1299 a 1254: Esquartelado, I e IV de ouro um leão rampante negro, armado e lampassado de vermelho; II e III de ouro um leão rampante vermelho, armado e lampassado de azul. - De 1254 a 1433: Esquartelado, I e IV fusilhado em banda prata e azul; II e III grandiosamente esquartelado I e IV de ouro um leão rampante negro, armado e lampassado de vermelho; II e III de ouro um leão rampante vermelho, armado e lampassado de azul. |
|       | Holanda De ouro, um leão rampante vermelho, armado e lampassado de azul. |
|       | Ducado de Limburg - Antes de 1214: De prata, um leão rampante vermelho, armado e lampassado de ouro. - Após 1214: De prata, um leão rampante vermelho, com cauda bifurcada, armado, lampassado e coroado de ouro. |
|       | Condado de Loon (Condado de Chiny) - Condes de Loon: Fasciado de dez, ouro e vermelho. - Condes de Chiny: De vermelho, semeado de pequenas cruzes fitchy, dois barbelos haurientes encostados de ouro. - Condes de Loon e Chiny: Fasciado de dez ouro e vermelho, impalando vermelho semeado de pequenas cruzes fitchy, dois barbelos haurientes encostados de ouro.. - Condes de Loon e Chiny da Dinastia Heinsberg: Esquartelado, I e IV de vermelho um leão rampante prata, com cauda bifurcada em aspa; II e III fasciado de dez ouro e vermelho impalando vermelho semeado de pequenas cruzes fitchy, dois barbelos haurientes encostados de ouro. - Condes de Loon e Chiny da Dinastia Montferrat-Oreye: Esquartelado, I e IV de prata um leão rampante negro; II e III fasciado de dez ouro e vermelho impalando vermelho semeado de pequenas cruzes fitchy, dois barbelos haurientes encostados de ouro. |
|       | Ducado de Luxemburgo - Até 1282 e após 1288: Fasciado de dez prata e azul, um leão rampante vermelho, armado, lampassado e coroado de ouro. - De 1282 a 1288: Fasciado de dez prata e azul, um leão rampante com cauda bifurcada em aspa vermelho, armado, lampassado e coroado de ouro. |
|       | Condado de Namur De ouro, um leão rampante negro, armado e lampassado de vermelho, com uma faixa diagonal do mesmo sobre tudo. |

### Círculo da Francônia
| Armas | Localização/Brasão |
|       | Principado-Bispado de Bamberg De ouro, um leão rampante negro, armado e lampassado de vermelho; sobre tudo, um listel diagonal de prata.                        |
|       | Condado de Castell Esquartelado, prata e vermelho. |
|       | Condado de Erbach Partido em fasce, vermelho e prata, três estrelas de seis pontas em contracolor.                                                              |
|       | Condado de Hohenlohe De prata, dois leões passantes guardantes negros, lampassados de vermelho.                                                                 |
|       | Condado de Löwenstein-Wertheim Partido em fasce: fusilhado de prata e azul; e de ouro, um leão em posição de estatuto vermelho, sobre um monte azul.            |
|       | Cidade de Nuremberg De ouro, uma águia bicéfala negra, armada e bicada de ouro, lampassada de vermelho, dimidiando com fasciado em aspa vermelho e prata.       |
|       | Condado de Rieneck Esquartelado: chevronado de ouro e vermelho; e fasciado de ouro e vermelho; sobre tudo, uma Roda de Mainz em cores naturais.                 |
|       | Rothenburg ob der Tauber De prata, um castelo de duas torres de vermelho.                                                                                       |
|       | Schwarzenberg Esquartelado: palado azul e prata; e de ouro, um corvo com coleira de ouro bicando o olho de uma cabeça turca decapitada, em cores naturais.      |
|       | Schweinfurt De azul, uma águia exibida de prata. |
|       | Seinsheim De prata, três paletas azuis, sobre tudo uma faixa sinuosa em banda de ouro.                                                                          |
|       | Weißenburg im Nordgau De vermelho, um castelo de duas torres com grade de prata, com um escudete de ouro carregando uma águia bicéfala negra no ponto de honra. |
|       | Welzheim De prata, um pinheiro sobre um monte verde. |
|       | Condado de Wertheim Partido em fasce: ouro, uma meia-águila exibida negra, lampassada e bicada de vermelho; e azul, três rosas de prata.                        |
|       | Wiesentheid De vermelho, um leão passante à esquerda, coroado de ouro sobre um monte verde; do campo surgem três hastes de grama, em cores naturais.            |
|       | Windsheim De prata, uma águia exibida negra, armada e lampassada de ouro, com a letra W de ouro no peito.                                                       |
|       | Principado-Bispado de Würzburg De prata, uma cruz celta negra; chefe denteado vermelho.                                                                         |

### Círculo do Reno Inferior-Vestfália
| Armas | Localização/Brasão |
|       | Condado de Nassau De azul, semeado de pequenos quadrados de ouro, um leão rampante do mesmo, armado e lampassado de vermelho. |
|       | Ducado de Cleves - Dinastia de Cleves: De vermelho, um escudete de prata, sobreposto por um escarbúnculo de ouro. - Dinastia de Mark: Esquartelado: I e IV de vermelho, um escudete de prata sobreposto por um escarbúnculo de ouro; II e III de ouro, uma faixa xadrez de prata e vermelho. |
|       | Berg De prata, um leão rampante de vermelho, cauda bifurcada cruzada em aspa, armado, lampassado e coroado de ouro. |
|       | Ducado de Jülich De ouro, um leão rampante de negro, armado e lampassado de vermelho |
|       | Principado-Bispado de Liège Esquartelado: I, de vermelho, uma faixa de prata; II, de prata, três leões rampantes de verde, coronados de ouro, armados e lampassados de vermelho; III, fasciado de vermelho e ouro; IV, de ouro, três cornetas de caça de vermelho, guarnecidas e cingidas de prata; sobre tudo, um escudete de vermelho com um perron, sustentado por três leões, encimado por um abacaxi e uma cruz patée, com as letras L à direita e G à esquerda, tudo de ouro. |
|       | Condado de Mark - Condes de Mark: De ouro, uma faixa xadrez de vermelho e prata. - Condes de Cleves e Mark: Esquartelado: I e IV de vermelho, um escudete de prata sobreposto por um escarbúnculo de ouro; II e III de ouro, uma faixa xadrez de vermelho e prata. |
|       | Condado de Ravensberg De prata, três chevrons de vermelho. |

### Círculo do Reno Superior
| Armas | Localização/Brasão |
|       | Landgraviato de Hesse De azul, um leão rampante, fasciado de prata e vermelho, armado e coroado de ouro. |
|       | Lorena - Antes de 1430: De ouro, uma faixa diagonal de vermelho, carregando três alérions de prata em faixa. - De 1430 a 1473: Esquartelado em seis: I, fasciado de oito de vermelho e prata (Hungria); II, de azul, semeado de flores-de-lis de ouro, uma etiqueta de vermelho (Nápoles); III, de prata, uma cruz potente entre quatro cruzetas de ouro (Jerusalém); IV, de azul, semeado de flores-de-lis de ouro com bordadura vermelha (Valois-Anjou); V, de azul, semeado de cruzes pequenas, duas enguias erguidas e encostadas de ouro (Bar); VI, de ouro, uma faixa diagonal de vermelho com três alérions de prata em faixa (Lorena); sobre tudo, um escudete de ouro com quatro palas de vermelho (Aragão). - De 1473 a 1508: Esquartelado: I, fasciado de oito de vermelho e prata, colocado com Azure semeado de flores-de-lis de ouro, uma etiqueta de vermelho; II, de prata, cruz potente entre quatro cruzetas de ouro, com palas de ouro sobre vermelho; III, de azul, semeado de flores-de-lis de ouro com bordadura vermelha; IV, de azul, semeado de cruzes pequenas, duas enguias erguidas e encostadas de ouro; sobre tudo, um escudete de ouro com uma faixa diagonal de vermelho com três alérions de prata em faixa. - De 1538 a 1737: Esquartelado: I, fasciado de oito de vermelho e prata, colocado com Azure semeado de flores-de-lis de ouro, uma etiqueta de vermelho; II, de prata, cruz potente entre quatro cruzetas de ouro, com palas de ouro sobre vermelho; III, de azul, semeado de flores-de-lis de ouro com bordadura vermelha, colocado com azul um leão rampante voltado à esquerda de ouro, armado, lampassado e coroado de vermelho (Gueldres); IV, de ouro, um leão rampante de negro, armado e lampassado de vermelho (Jülich), colocado com azul, semeado de cruzes pequenas, duas enguias erguidas e encostadas de ouro; sobre tudo, um escudete de ouro com uma faixa diagonal de vermelho com três alérions de prata em faixa. |
|       | Ducado de Saboia De vermelho, uma cruz de prata. |
|       | Vaudémont - Antes de 1346: Fasciado de dez, prata e negro. - De 1346 a 1386: De azul, três rolos (broyes) postos horizontalmente de ouro, ligados de prata; em chefe, de prata, um leão nascente de vermelho. - De 1386 a 1473: De ouro, sobre uma faixa diagonal de vermelho, três alérions de prata em faixa; sobre tudo, uma etiqueta de azul. |

### Círculo Eleitoral do Reno
| Armas | Localização/Brasão |
|       | Arenberg De vermelho, três quinquefólios de ouro; em chefe de ouro, três torteaux. |
|       | Beilstein De vermelho, uma corneta de caça de prata, guarnecida de ouro. |
|       | Principado-Arcebispado de Colônia De prata, uma cruz de negro. |
|       | Baixa Isenburg De prata, duas faixas de negro |
|       | Principado-Arcebispado de Mainz De vermelho, uma roda de prata. |
|       | Eleitorado do Palatinado - Antes de 1214: De negro, um leão rampante de ouro, coroado de vermelho. - Após 1214: Esquartelado: I e IV fuselado em banda de prata e azul (Baviera); II e III de negro, um leão rampante de ouro, armado, lampassado e coroado de vermelho.             |
|       | Thurn e Táxis Esquartelado: I – de prata, dois cetros em aspa, encimados por flores-de-lis azuis, sobrepostos por uma torre vermelha com janelas azuis; II – de ouro, um leão vermelho, coroado, armado e lampassado de azul; sobre tudo, um escudete azul com um texugo ao natural. |
|       | Principado-Arcebispado de Trier De prata, uma cruz de vermelho. |

### Círculo Inferior da Saxônia
| Armas | Localização                                         |
|       | Holstein De vermelho, uma folha de urtiga de prata. |

### Círculo Superior da Saxônia
| Armas | Localização/Brasão |
|       | Margraviado de Brandemburgo De prata, uma águia estendida de vermelho, coroada com um chapéu eleitoral ao natural, armada e bicada de ouro, lampassada de vermelho, as asas carregadas de trevos de ouro; na garra direita segura um cetro de ouro com ponta vermelha; sobre a águia, uma águia estendida de prata, armada, lampassada, bicada e coroada de ouro, no peito um torteau vermelho; na garra direita segura cetro e globo de ouro, na esquerda uma espada de ouro; ainda, na garra esquerda segura uma espada de prata, empunhadura de ouro; sobre tudo, no peito, um escudete de azul com um cetro terminado em flor-de-lis de ouro. |
|       | Ducado da Pomerânia Esquartelado em nove: I, de azul, um grifo erguido voltado à esquerda de vermelho, armado e bicado de ouro (Pomerânia-Stettin); II, de prata, um grifo erguido de vermelho, armado e bicado de ouro (Pomerânia); III, de ouro, um grifo erguido de negro, armado, lampassado e bicado de vermelho (Cassubia); IV, de prata, um grifo erguido voltado à esquerda, cortado em banda de verde e vermelho (Wenden); V, de ouro, um demi-leão de negro, coroado, lampassado e armado de vermelho, surgindo de um muro de tijolos de azul com um chevron de tijolos de vermelho (Rügen); VI, de vermelho, um grifo-marinho erguido de prata, armado, bicado e lampassado de ouro (Usedom); VII, de vermelho, um grifo erguido voltado à esquerda de negro, armado, lampassado e bicado de vermelho, sob as asas, penas de prata (Pomerânia-Barth); VIII, de ouro, dois bastões em aspa de vermelho entre quatro rosas de vermelho, espinhadas e semeadas de ouro; IX, de prata, um demi-grifo erguido, armado, lampassado e bicado de ouro, surgindo de um muro de tijolos alternadamente azul e ouro (Pomerânia-Wolgast). |
|       | Ducado da Saxônia Fuselado de negro e ouro, sobre tudo um crancelim de verde. |

### Círculo da Suábia
| Armas | Localização/Brasão                                                                                      |
|       | Augsburgo Partido em pala, de vermelho e prata, um capitel de ouro sobre o qual um cone de cedro verde. |
|       | Baden De ouro, uma faixa diagonal de vermelho.                                                          |

### Terras da Coroada Boêmia
| Armas | Localização/Brasão |
|       | Reino da Boêmia De prata, um leão rampante, cauda bifurcada, armado, lampassado e coroado de ouro. |
|       | Margraviado da Morávia De azul, uma águia estendida, xadrezada de prata e vermelho, armada, lampassada, bicada e coroada de ouro. |
|       | Görlitz Partido horizontalmente, em chefe de vermelho, um leão rampante de prata, armado, lampassado e coroado de ouro; em base de prata. |
|       | Lusácia - Baixa Lusácia: De prata, um touro passante voltado para trás de vermelho, cornos e cascos de ouro. - Alta Lusácia: Cortado de muralha, azul e ouro. |
|       | Silésia - Alta Silésia: De azul, uma águia estendida de ouro. - Baixa Silésia: De ouro, uma águia estendida de negro, armada e bicada de ouro, lampassada de vermelho, coroada com um chapéu principesco ao natural, carregando no peito uma lua crescente de prata, da qual surge do centro uma cruz patada de prata. |

### Outros
| Armas | Localização/Brasão |
|       | Genebra (antes de 1401) De ouro, uma cruz com buraco nos quatro cantos de azul. |
|       | Nice (como parte do Ducado de Saboia após 1046) De prata, em ponta ondada de azul e prata saindo daí três rochas verdes, sobre elas uma águia estendida coroada de vermelho. |
|       | Provença (antes de 1481) - Antes de 1245: De ouro, quatro palas de vermelho. - Após 1245: De azul, semeado de flores-de-lis de ouro, uma etiqueta de vermelho. |
|       | Prússia (depois de 1701) De prata, uma águia estendida de negro, coroada com a Coroa Real ao natural, as asas carregadas de trevo de ouro; na garra direita segura um cetro de ouro com ponta vermelha; sobre a águia, uma águia estendida de prata, armada, lampassada, bicada e coroada de ouro, na garra direita segura um cetro de ouro e na esquerda uma espada de ouro; no peito da águia um torteau vermelho e uma letra R de ouro. |
|       | Cavaleiros Teutônicos (1224 – 1525) - De prata, uma cruz de negro - Grão-Mestre: De prata, sobre uma cruz de negro uma cruz florada de ouro e sobre tudo, em um escudete de ouro, uma águia estendida de negro, armada, lampassada e bicada de vermelho, com as asas carregadas de trevo vermelho. |
|       | Viennois (antes de 1349) De ouro, um golfinho erguido de azul, nadadeiras de vermelho. |